# Challenger de Orbetello 2013
El Trofeo Stefano Bellaveglia 2013 fue un torneo de tenis profesional que se jugó en tierra batida. Se trató de la 5.ª edición del torneo que forma parte del ATP Challenger Tour 2013 . Tuvo lugar en Orbetello, Italia entre el 22 y el 28 de julio de 2013.

## Jugadores participantes del cuadro de individuales

### Cabezas de serie
| País                       | Jugador             | Rank1 | Favorito |
| Bandera de Italia          | Filippo Volandri    | 101   | 1        |
| Bandera de España          | Pablo Carreño Busta | 123   | 2        |
| Bandera de Eslovaquia      | Andrej Martin       | 128   | 3        |
| Bandera de Francia         | Florent Serra       | 170   | 4        |
| Bandera de Francia         | David Guez          | 172   | 5        |
| Bandera de República Checa | Jan Mertl           | 180   | 6        |
| Bandera de España          | Pere Riba           | 201   | 7        |
| Bandera de Argentina       | Renzo Olivo         | 205   | 8        |
| -------------------------- | ------------------- | ----- | -------- |

- 1 Se ha tomado en cuenta el ranking del 15 de julio de 2013.

### Otros participantes
Los siguientes jugadores recibieron una invitación (wild card), por lo tanto ingresan directamente al cuadro principal:
- Adelchi Virgili
- Filippo Volandri
- Enrico Burzi
- Daniele Giorgini

Los siguientes jugadores ingresan al cuadro principal tras disputar el cuadro clasificatorio:
- Guillermo Durán
- Libor Salaba
- Denis Zivkovic
- Reda El Amrani

## Campeones

### Individual Masculino
- Filippo Volandri derrotó en la final a  Pere Riba por 6-4, 7-6(7).

### Dobles Masculino
- Marco Crugnola /  Simone Vagnozzi  derrotaron en la final a  Guillermo Durán /  Renzo Olivo por 7-6(3) 6-7(5) [10-6].